# Institut pathologique de Vienne
L’Institut pathologique est un bâtiment de Vienne, dans l'arrondissement d'Alsergrund. Il est utilisé par l'Université de médecine de Vienne et l'Université de Vienne.

## Histoire
L'institut pathologique est créé dans la seconde moitié du XIXe siècle dans le cadre de l'ancien hôpital général de Vienne, un centre de la deuxième école de médecine de Vienne. Le pathologiste Carl von Rokitansky, qui travaille dans les locaux exigus du vieil hôpital, fait pression sur le gouvernement pour le nouveau bâtiment. L'architecte Ludwig Zettl, spécialiste de la construction d'hôpitaux et d'asiles d'aliénés en Autriche-Hongrie, se voit confier la planification. Les travaux de construction commencent en 1859. Le 24 mai 1862, le bâtiment est officiellement inauguré en tant qu'institut pathologique, anatomique et chimique. En 1882, il est agrandi.
L'institut est le lieu de travail de plusieurs générations de pathologistes viennois. Karl Landsteiner découvre ici le système ABO des groupes sanguins. L'Institut pathologique déménage en tant qu'institution au (nouvel) hôpital général de Vienne en 1991. Le bâtiment est adapté et rénové pour abriter le nouveau Centre de recherche sur le cerveau de la Faculté de médecine de l'Université de Vienne en 2000. La faculté de médecine est séparée de l'Université de Vienne en 2004 en tant qu'Université de médecine indépendante de Vienne.

## Architecture
Le bâtiment se situe au Spitalgasse 4 et fait partie de la vaste zone du campus de l'université de Vienne. Il est symétrique. Sur la façade côté rue, les deux avant-corps latéraux se détachent nettement. Entre les deux, il y a un avant-corps central plat. Sur le grenier sus-jacent, sous un couronnement de sculptures, on peut lire l'inscription latine de dédicace : Indagandis sedibus et causis morborum ("L'étude du siège et les causes des maladies"). L'inscription fait référence aux cinq livres De sedibus et causis morborum per anatomen indagatis, l'œuvre principale de Jean-Baptiste Morgagni, le fondateur de la pathologie moderne. La façade en plâtre du bâtiment est rainurée et a des fenêtres en arc partiellement couplées.
L'Institut pathologique est un ouvrage important et en même temps tardif dans le Rundbogenstil, qui est relativement rarement représenté à Vienne.
Le centre de recherche sur le cerveau de l'Université de médecine de Vienne est installé dans l'aile principale. Derrière l'avant-corps central se trouve un grand escalier à trois volées. Une aile basse de la salle de conférence est attachée à l'arrière du bâtiment. Il contient une salle de premiers soins et la salle de conférence D sur le campus de l'Université de Vienne. La salle de conférence mesure 309 m2 et a une hauteur sous plafond de 8 m. Ses rangées de sièges ascendantes offrent de la place pour jusqu'à 250 personnes.

## Source, notes et références
- (de) Cet article est partiellement ou en totalité issu de l’article de Wikipédia en allemand intitulé « Pathologisches Institut (Wien) » (voir la liste des auteurs).

1. ↑  Adolphe Wurtz, Les hautes études pratiques dans les universités allemandes, Imprimerie impériale, 1870, 82 p. (lire en ligne), p. 78
2. ↑  Sigismond Jaccoud, De l'organisation des facultés de médecine en Allemagne, Delahaye, 1864, 174 p. (lire en ligne), p. 128